# Gilder Maggiolo
Gilder Norys Maggiolo (1940 – aprile 2021) è stata una cestista argentina.

## Carriera
Con l'Argentina ha disputato i Campionati mondiali del 1964.